# Aprenentatge basat en projectes

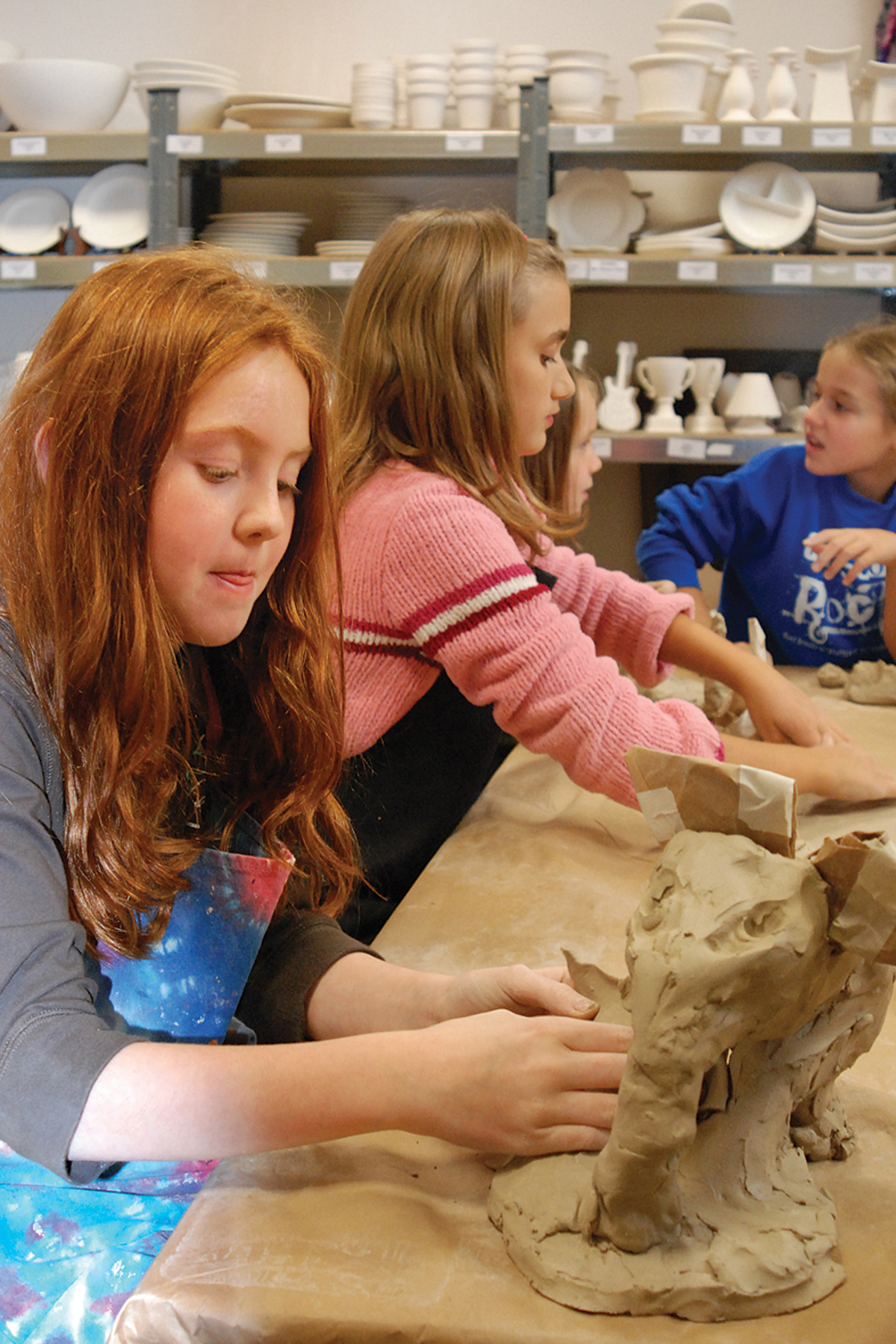
Alumnat treballant en un projecte.

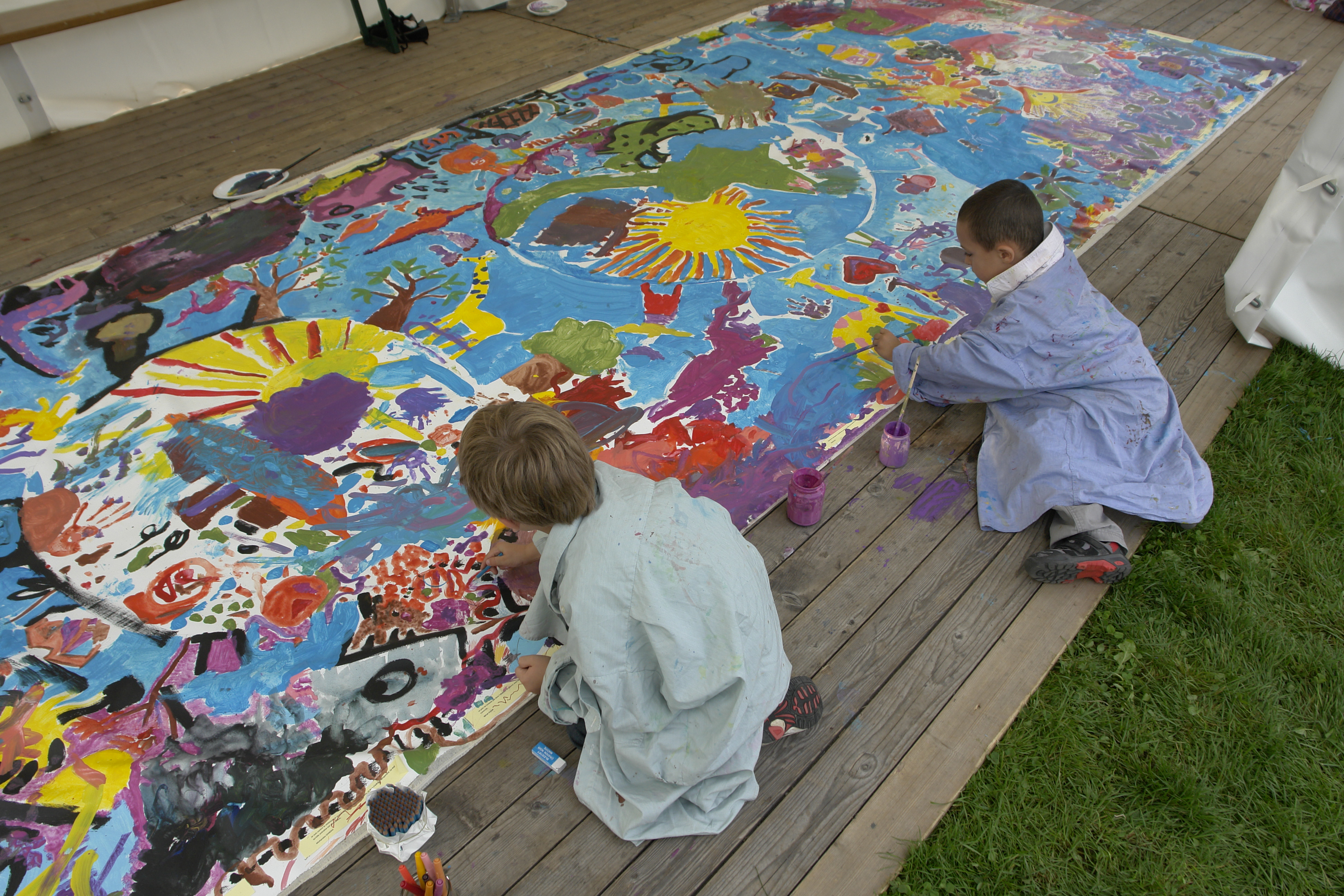
Infants pintant.

L'aprenentatge basat en projectes (ABP; en anglès Project-based learning, PBL), també conegut com a mètode de projectes, és un mètode de treball globalitzador que pretén tornar el protagonisme a l'alumnat, fent-lo responsable del seu propi aprenentatge. Treballant en projectes els nois i noies aprenen a pensar per ells i elles mateixes, a investigar i a aprendre dels seus errors i dels seus encerts. Aquesta metodologia dona l'oportunitat als infants i als adolescents d'escollir quins temes volen treballar i què els interessa i això fa que tot el que aprenen tingui un significat per a ells i elles.
El dia d'avui, l'ABP esdevé quelcom bàsic i fonamental, ja que representa una estratègia metodològica integral i no pas un complement. Els professors i professores treballen amb grups que integren persones de cultura i de nivells d'habilitats i aprenentatges molt diferents. L'ABP assegura una gran motivació davant de cada aprenentatge. En canviar el paradigma clàssic del procés d'aprenentatge per un aprenentatge sensible, es facilita que cada persona pugui aprendre, de manera inclusiva, contribuint a la construcció social del coneixement. La neuroeducació confirma aquest procés com a fonamental per aconseguir una societat futura més cohesionada i amb pensament científic.

## Els orígens
El pedagog estatunidenc William Heard Kilpatrick (1871–1965) —a la Universitat de Colúmbia, Nova York— va posar en pràctica les idees del filòsof i pedagog John Dewey (1859–1952), també estatunidenc. El seu treball "Metodologia de projectes" (The Project Method, 1918) resumeix el conjunt de les seves experiències, un mètode aplicat a l'agricultura que va generalitzar com a estratègia educativa.
Si bé Kilpatrick fou qui va elaborar formalment el concepte, es poden seguir les pistes d'algunes persones que el van antecedir, amb la qual cosa per comprendre l'origen de l'ABP cal remuntar-se uns anys enrere. Amb tot, es pot considerar que aquest model pedagògic va sorgir als EUA a la fi del segle xix.

### Etapes històriques
Michael Knoll en el seu article "The Project Method: its vocational education origin and international development" (1997) considera que l'ABP podria dividir-se en cinc etapes històriques.
- 1850–1865. Es comença a treballar per projectes a les escoles d'arquitectura d'Europa, principalment les de Roma i París.
- 1865–1880. Es consideren els projectes com una eina de l'aprenentatge, passen d'aplicar-se només en l'arquitectura a aplicar-se en l'enginyeria. Des d'Europa la nova metodologia passa al continent americà.
- 1880–1915. Es comença a treballar per projectes a les escoles públiques.
- 1915–1965. Es redefineix el concepte d'ABP i torna de nou a Europa
- 1965 fins a l'actualitat. Es produeix una nova ona d'expansió internacional de l'ABP després de patir una davallada en els anys trenta.[9]

### El constructivisme
El treball de Kilpatrick sol associar-se al corrent pedagògic conegut com a constructivisme, un model que pressuposa que el coneixement de totes les coses és un procés mental de l'individu que es desenvolupa de manera interna a mesura que l'individu obté la informació i interacciona amb el seu entorn. En pedagogia, el constructivisme proposa un paradigma on el procés d'ensenyament es percep i es du endavant com a procés dinàmic, participatiu i interactiu del subjecte, de manera que el coneixement sigui una autèntica construcció operada per la persona que aprèn. Comunament, el constructivisme és conegut com a l'ensenyament orientat a l'acció. El constructivisme va anar evolucionant gràcies a les aportacions que van fer diversos educadors i psicòlegs com ara Lev Vygotsky, Jean Piaget o Jerome Bruner.
Amb tot, es pot dir que les arrels de l'ABP se situen en els treballs de Dewey i Kilpatrick i en el constructivisme pedagògic.

## Descripció de la metodologia
La metodologia de l'ABP consisteix en la realització d'un projecte, normalment de certa envergadura i en grup, el qual permet donar resposta a un problema de la vida real. El desenvolupament del projecte comença amb una pregunta generadora. Aquesta no ha de tenir una resposta simple basada en informació, sinó que requereix l'exercici del pensament crític per a la seva resolució.
El projecte ajuda a modelar el pensament crític i ofereix la bastida perquè l'estudiant aprengui a dur a terme les tasques cognitives que caracteritzen el pensament crític. Exemples de pensament crític són: jutjar entre alternatives, buscar el camí més eficient per fer una tasca, sospesar l'evidència, revisar les idees originals, elaborar un pla o resumir els punts més importants d'un argument.

### Objectius
L'ABP té múltiples objectius; no obstant això, entre els més representatius destaquen:
1. La formació de persones capaces d'interpretar els fenòmens i els esdeveniments que ocorren al seu al voltant.
2. El desenvolupament de la motivació envers la recerca científica i la producció de coneixements, atès que —a través d'atractives experiències d'aprenentatge que involucren als estudiants en projectes complexos i del món real— es desenvolupen i apliquen habilitats i coneixements.

### Fases comunes de l'ABP
Kilpatrick distingia diverses modalitats de projectes que requerien diferents fases de realització. En l'actualitat és molt diversa la manera en la qual els projectes es duen a terme, però en general es pot dir que les fases comunes són les següents:
- El projecte sorgeix com una necessitat real de saber, de conèixer alguna cosa (acte d'inquirir). L'alumnat se centra en una pregunta o tasca obertes i s'enfronta a una situació problemàtica a la qual cal donar resposta des de diferents àrees.
- Els i les estudiants es plantegen què saben de la qüestió i què volen o necessiten saber d'aquesta.
- Comença una fase de recerca, amb l'alumnat organitzat en grups heterogenis, sovint dirigida per una pregunta motriu a partir d'un escenari concret. No existeix un estudi previ de materials per poder abordar el projecte. El professorat no facilita cap mena de contingut previ al principi del procés. L'alumnat realitza cerques que li permeten aprendre nous conceptes, aplicar la informació i representar el seu coneixement de diverses formes. S'empren eines cognitives i ambientals d'aprenentatge (laboratoris informàtics, hipermedis, aplicacions gràfiques i telecomunicacions). Aquesta etapa afavoreix una aplicació autèntica dels continguts o habilitats.
- Al final de la recerca, els grups mostren a l'assemblea de classe quins són els resultats de la recerca. Normalment, aquest resultat és un producte final concret, sovint alguna cosa tangible. Durant l'elaboració d'aquest producte, es produeixen els aprenentatges dels i de les estudiants. En la major part dels projectes es procedeix a fer, en finalitzar aquesta fase, un mapa conceptual d'allò que ha estat investigat.
- Es col·labora entre alumnes, professorat i altres persones involucrades amb la finalitat que el coneixement sigui compartit i distribuït entre tots i totes les participants. En alguns casos es procedeix a fer una presentació pública del projecte a la comunitat educativa o a agents socials implicats en la problemàtica.
- Avaluació. Tota la classe es reuneix per posar en comú allò que s'ha après i per tornar a plantejar-se què saben ara de la qüestió i què volen o necessiten saber ara. Un procés iteratiu que converteix al projecte en una espècie d'espiral d'aprenentatge que podria no tenir fi, ja que, al llarg de la recerca, solen sorgir noves qüestions i, per tant, podria iniciar-se un nou repte.

### El procés pas a pas
Una generalització dels passos a seguir per aconseguir un bon resultat en el treball per projectes pot ser la següent:
1. Es fa un debat a classe per escollir els temes que creen interès als alumnes.
2. Es fa una votació entre tots els temes, d'aquí sortirà ja el projecte de curs.
3. Es crea un mapa conceptual o índex de treball.
4. Es comença a cercar informació i treballar en el tema (la conversa és molt important).
5. Possibilitat que sorgeixin nous temes, idees, etc.
6. Es posen en comú els aprenentatges realitzats i s'avalua el treball que s'ha fet durant el curs a partir del dossier.

## Avantatges i beneficis de l'ABP
Mitjançant l'ABP, l'alumnat guanya autonomia en el seu aprenentatge, ja que pot extreure les seves pròpies conclusions fent hipòtesis i exercitant el mètode científic. És una forma de treballar molt motivadora, ja que afavoreix la investigació i l'aprenentatge sobre temes prèviament pactats. Durant tot el procés, tots els continguts treballats estan contextualitzats i tenen un significat, la qual cosa fa que els aprenentatges es retinguin amb més facilitat. D'aquesta manera, l'alumnat, com a subjecte actiu, guanya confiança i la seva autoestima augmenta..

### Principals beneficis
- L'alumnat desenvolupa habilitats i competències tals com: col·laboració, comunicació, presa de decisions i control del temps (Blank, 1997; Dickinsion et al., 1998).
- Es registra un augment en l'assistència a l'escola, major participació a classe i millor disposició per realitzar les tasques (Bottoms & Webb, 1998; Moursund, Bielefeldt, & Underwood, 1997).
- Millora la satisfacció amb l'aprenentatge i prepara millor els estudiants per a afrontar situacions reals que es trobarà en el seu futur laboral (Sánchez, 2013).
- Perfecciona la integració entre l'aprenentatge assolit a l'escola i la realitat. Els i les estudiants retenen major quantitat de continguts i habilitats quan estan compromesos amb projectes estimulants. Mitjançant els projectes, l'alumnat fa ús d'habilitats mentals d'ordre superior en lloc de memoritzar dades en contextos aïllats i sense connexió. Es posa l'èmfasi en quan i on es poden utilitzar en el món real (Blank, 1997; Bottoms & Webb, 1998; Reyes, 1998).
- Contribueix a desenvolupar habilitats de col·laboració per construir coneixement. L'aprenentatge col·laboratiu permet als estudiants compartir idees entre ells, expressar les seves pròpies opinions i negociar solucions, habilitats totes, necessàries en els futurs llocs de treball (Bryson, 1994; Reyes, 1998; Sánchez, 2013).
- Fa créixer les habilitats per a la solució de problemes (Moursund, Bielefeld, & Underwood, 1997).
- Augmenta l'autoestima. Els estudiants s'enorgulleixen d'aconseguir alguna cosa que tingui valor fora de l'aula de classe i de realitzar contribucions a l'escola o la comunitat (Jobs for the future,).
- Millora les fortaleses individuals d'aprenentatge i dels seus diferents enfocaments i estils envers aquest (Thomas, 1998).
- Contribueix a l'aprenentatge pràctic de l'ús de la tecnologia. (Kadel, 1999; Moursund, Bielefeldt, & Underwood, 1997).
- Fomenta la creativitat.
- Satisfà una necessitat social, la qual cosa enforteix els valors i compromís dels estudiants amb l'entorn.

En resum l'ABP ajuda a l'alumnat a:
1. adquirir coneixements i habilitats bàsiques,
2. aprendre a resoldre problemes complicats i
3. dur a terme tasques difícils utilitzant aquests coneixements i habilitats.

## El paper del professorat
L'ABP representa un canvi respecte a l'escola tradicional. En conseqüència, el paper del professorat canvia. Una de les tasques principals del professorat que treballa a partir de projectes serà la de guiar i generar situacions d'aprenentatge. Així, els educadors i educadores acompanyants buscaran, en tot moment, la millor manera d'estimular a l'alumnat i de proporcionar la informació necessària perquè sigui aquest qui construeixi de forma autònoma el seu propi coneixement. A més, el professorat ha d'identificar els objectius d'aprenentatge i les metes que es volen aconseguir. En aquesta manera de treballar se li dona molta importància al treball en equip i a la col·laboració, ja que és en aquestes situacions d'aprenentatge on els nois i noies poden aprendre en grup.
L'aprenentatge basat en projectes no pretén que l'alumnat assoleixi de forma mecànica cap contingut, sinó que arribi a elaborar les seves pròpies conclusions sobre allò que l'interessa. El paper del professorat és aleshores el de guiar a l'alumnat i ajudar-lo a descobrir i desenrotllar les seves capacitats de pensament, crítica, reflexió, etc., unes competències molt diferents d'altres més tradicionals com ara la memorització.

### Estratègies[calcitació]
L'aprenentatge basat en projectes és una pràctica d'aprenentatge en la qual l'adquisició de coneixements se situa en el mateix nivell que l'adquisició d'habilitats i actituds.
Les estratègies de l'aprenentatge basat en projectes comprenen totes les etapes i processos que utilitzen els alumnes per fer més senzilla la recuperació, emmagatzematge, ús i obtenció d'informació per aprendre un nou coneixement. Existeixen diverses estratègies d'aprenentatge, entre elles: d'assaig, elaboració i organitzacionals per a tasques bàsiques i tasques complexes, a més de les afectives i les de monitoratge de comprensió.

## Avaluació
S'ha de tenir en compte que no podem tenir els mateixos criteris d'avaluació per tots els infants, ja que cada infant parteix d'una base de coneixements i haurà viscut de manera diferent el projecte. Podem diferenciar tres tipus d'avaluació: Avaluació Inicial: aquesta es du a terme al principi del projecte, quan ja s'ha escollit el tema a treballar. Servirà per a tenir consciència dels coneixements previs dels infants. Avaluació del procés: una vegada començat el projecte tindrem en compte els nous aprenentatges que van sorgint a la vegada que el projecte avança. Aquests nous coneixements adquirits han de relacionar-se amb els previs. Avaluació final: ha d'haver-hi una reestructuració dels coneixements previs i dels adquirits. Ha de quedar patent que els infants tenen consciència d'allò que s'ha après i s'ha treballat durant tot el curs.
Diferents instruments d'avaluació:
- El diari de classe: és un document on es recull tot el que es treballa a l'aula i a les conclusions a què s'arriba. Un exemple podria ser el registre de converses.
- Graelles d'avaluació: el/la mestra avaluarà als infants tenint en compte un seguit d'ítems, com per exemple: mostra interès a adquirir nous coneixements, busca i aporta informació, és capaç de treballar en grup, etc.
- Portafolis o carpeta d'aprenentatges.

## Crítiques[calcitació]
Una preocupació habitual sobre l'aprenentatge basat en projectes són les matemàtiques, perquè són basades en l'habilitat a escala elemental. Transformant el currículum en una sèrie de projectes difícilment permet la necessària pràctica de certes habilitats matemàtiques. Per exemple, la factorització d'expressions quadràtiques en l'àlgebra elemental requereix pràctica i repetició.
Una altra crítica habitual de l'ABP és que els indicadors que s'usen com a raons del seu èxit no són mesurables usant mètodes estàndard, sinó que s'usen mètodes subjectius per assessorar els resultats.
A l'ABP hi ha també una certa tendència a la creació del producte final del projecte, que esdevé la línia dominant de les activitats de l'aula. Quan això succeeix, el projecte pot perdre continguts d'alguns elements que s'hi haurien d'incloure i no ser efectiu en ajudar els estudiants a aprendre certs conceptes i habilitats. Per exemple, projectes que acaben en una exhibició o poden posar massa èmfasi en la part artística dedicada del procés de preparació d'aquesta, deixant de costat altres continguts acadèmics que l'alumne havia de treballar durant el període.